# Juniperus monticola
El enebro azul (Juniperus monticola) es una planta endémica de las zonas serranas de México, perteneciente al género Juniperus, de la familia de las cupresáceas. Es pequeño, de hasta unos 80 cm de alto y torcido. Habita entre los 3000 y 4300 metros sobre el nivel del mar.

## Descripción
Juniperus monticola es un árbol bajo o bien, en las zonas más altas, un arbusto. Su tronco, frecuentemente torcido y ramificado desde la base, tiene una corteza fibrosa y rasgada. Sus ramas extendidas, distribuidas irregularmente y de aspecto tortuoso, forman pequeños arcos. Sus minúsculas hojas tienen forma de escama y se extienden bidimensionalmente hacia los lados, formando un plano. Las inflorescencias masculinas, amarillentas, son ovales, obtusas o algo tetrágonas, de 4 mm de largo. Las inflorescencias femeninas están formadas por 8 escamas ovadas, agudas y extendidas. Los conos, de color azul oscuro o violáceo, son globosos y de menos de 1 cm de diámetro.

## Distribución
Juniperus monticola se distribuye por la media y alta montaña del Eje Neovolcánico de México. Su forma arborescente —llamada comúnmente «cedrón» (J. m. monticola)— habita en bosques de coníferas (Abies religiosa y Pinus spp.) a lo largo de la Faja Neovolcánica. Las formas enanas crecen regularmente por encima del límite del bosque, a pleno sol y sobre afloramientos rocosos, o bien en bosques abiertos de Pinus hartwegii, al borde de corrientes de agua.
La especie está descrita con un estado de conservación de preocupación menor (LC). No obstante, la SEMARNAT (Secretaría de Medio Ambiente y Recursos Naturales de México) la clasifica como especie sujeta a protección especial, por la vulnerabilidad de su restringida área de distribución.

## Taxonomía
Juniperus monticola fue descrita en 1946 por Maximino Martínez en Anales del Instituto de Biología de la Universidad Nacional Autónoma de México 17: 79.

### Formas
- Juniperus monticola f. compacta: conocida de la alta montaña del centro-sur de México (Nevado de Colima al Cofre de Perote)
- Juniperus monticola f. monticola: conocida de la media montaña del centro y sur de México
- Juniperus monticola f. orizabensis: conocida sólo del Pico de Orizaba y de la Sierra Negra

En 2007, el botánico Robert Phillip Adams elevó la forma J. m. compacta a rango de especie, con el nombre de Juniperus compacta. Este estudio, no obstante, tuvo una base comparativa errónea. Desde 2010, Adams ha vuelto a usar J. monticola sensu Martínez, con sus tres formas, aunque diversas bases botánicas no han incorporado esta corrección. Véase Juniperus zanonii para más información.

### Etimología
Juniperus: variante gráfica de iuniperus, nombre latino del enebro
monticola: epíteto latino que significa "que habita en la montaña"

### Sinonimia
- Cupressus sabinoides Kunth
- Juniperus sabinoides (Kunth) Nees [ilegítimo]
- Juniperus sabinoides Humb. ex Lindl. & Gordon [ilegítimo]
- Sabina tetragona (Kunth) Small